# Michel Gomes
Michel de Souza Gomes (Río de Janeiro, 4 de febrero de 1989) es un actor brasileño, conocido internacionalmente por interpretar a Fernando Carvalho en la serie de Netflix 3%.

## Carrera
Michel tuvo el primer contacto con el teatro en TVV - Talentos de Vila Vintém, compañía teatral fundada hace casi 14 años. "Desafortunadamente, muchas personas que viven en comunidades son invisibles para la sociedad", lamenta, que entró al grupo a los 10 años de edad y permanece en él hasta hoy. "La compañía es mi lugar, fue allí donde todo empezó", argumenta.

Michel se estrenó en el cine en la película de 2002 Ciudad de Dios, interpretando a Bené, socio de crímenes de Dadinho / Zé Pequeno en la infancia. Sin embargo, el actor solamente ganó reconocimiento al protagonizar la película de 2008 Última Parada 174, de Bruno Barreto, basado en la historia real de Sandro Barbosa do Nascimento, niño carioca de calle que había sobrevivido a la Chacina de la Candelaria y, en junio de 2000, secuestró un autobús. La película fue elegida para representar a Brasil en la disputa por una nominación al Oscar a la mejor película extranjera en 2009, sin éxito.
En 2009, hizo una participación en la serie de televisión Asuntos internos , interpretando Hulk. En el mismo año, hizo su debut oficial en la televisión en la novela Viver a Vida, de autoría de Manoel Carlos. En la trama, interpretó Pablo, el estudioso hermano de la protagonista Helena (Taís Araújo) y que se involucró con la ardilosa Soraya (Nanda Costa).
En 2016, fue seleccionado en la serie original de Netflix al 3% como Fernando Carvalho, un joven con discapacidad motora que participa en el proceso, que determina a quién se le otorgará acceso a una isla paradisíaca.

## Filmografía

### Televisión
| Año       | Título                | Personaje         |
| --------- | --------------------- | ----------------- |
| 2007      | Ciudad de los hombres | Fininho           |
| 2009      | Asuntos internos      | Hulk              |
| 2009      | Viver a Vida          | Paulo Toledo      |
| 2011      | Rebelde               | João Alves        |
| 2013      | Joia Rara             | Curió             |
| 2014      | Sexo e as Negas       | Pindoba           |
| 2016-2020 | 3%                    | Fernando Carvalho |

### Cine
| Año  | Título            | Personaje                    |
| ---- | ----------------- | ---------------------------- |
| 2002 | Ciudad de Dios    | Bené (joven)                 |
| 2009 | Última Parada 174 | Sandro Barbosa do Nascimento |
| 2009 | Salve Geral       | Xizão                        |